# Osiedle Generałów
Osiedle Generałów (lub Hamburg – nazwa nieoficjalna) – osiedle położone w południowej części Olsztyna, graniczy z osiedlami Jaroty, Kortowo i Brzeziny; głównie bloki 4-piętrowe z początku lat 90. (zbudowane głównie dla pracowników OZOS) oraz domki jednorodzinne i nowe bloki. Powstało w 2007 roku na skutek podziału osiedla Jaroty. Osiedlu administracyjnie podlega Kolonia Jaroty.

## Granice osiedla
- Od północy: granica przebiega w kierunku północno-wschodnim od rzeki Łyny poniżej ul. A.Szostkiewicza, północnym skrajem projektowanej trasy NDP do Al. Generała Władysława Sikorskiego i graniczy z południową stroną osiedla Brzeziny.
- Od wschodu: granica biegnie zachodnim skrajem Al. Generała W. Sikorskiego oraz ul. Tadeusza Płoskiego aż do granicy miasta Olsztyna i graniczy z zachodnia stroną osiedla Jaroty.
- Od południa: granicę stanowi granica miasta Olsztyna.
- Od zachodu: w kierunku północnym granica biegnie wschodnim skrajem szosy na Bartąg i dalej w kierunku zachodnim, granicę osiedla stanowi granica miasta Olsztyna do rzeki Łyny. Graniczy ze wschodnią stroną osiedla Kortowo.

## Komunikacja

### Ulice
Główną ulicą osiedla jest ul. Wilczyńskiego, łącząca je z sąsiednim osiedlem Jaroty. Od ul. Wilczyńskiego odbiegają mniejsze uliczki: Hallera i Kutrzeby, które w dalszym ciągu z pozostałymi uliczkami tworzą sieć międzyosiedlowych dróg. Z Osiedla Generałów do centrum Olsztyna dostać się można ulicą Sikorskiego. Z osiedla prowadzi także ul. Bartąska, będąca drogą wyjazdową na Bartąg.

### Komunikacja miejska
Na terenie osiedla znajduje się 1 pętla autobusowa. Przez teren osiedla przebiegają trasy 6 linii dziennych oraz jednej nocnej: 117, 121, 126, 131, 136, 141 oraz N01, a nieopodal również trasy linii tramwajowych 1, 2 oraz autobusowych 127 i 130. Poza autobusami MPK na Jaroty dojeżdżają również busy BIS, obsługujące linie 150.

## Handel i usługi
Na terenie osiedla znajdują się: urząd pocztowy nr 19, siedziba SM Kormoran, Biedronka oraz inne sklepy ogólnospożywcze, sklep budowlany, apteki, niepubliczne zakłady zdrowia, przedszkole, pizzeria, solarium, salon fryzjerski, itp.

## Sport i rekreacja
Znajdują się tu tereny rekreacyjne z boiskami do koszykówki, piłki nożnej i tenisa stołowego. Poza tym również szkoła tańca Ivony Szymańskiej-Pavlović.